# Mann (grade)
Pour les articles homonymes, voir Mann.
Mann (soldat) était un grade utilisé dans différentes organisations paramilitaires du parti nazi entre 1925 et  1945. Ce grade est associé le plus souvent à la Schutzstaffel (SS), mais aussi à la SA, où le Mann était le grade le plus bas, équivalent du soldat de deuxième classe. 

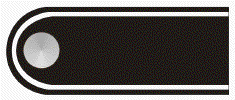
SS-Mann (Allgemeine SS), Patte d'épaule droite
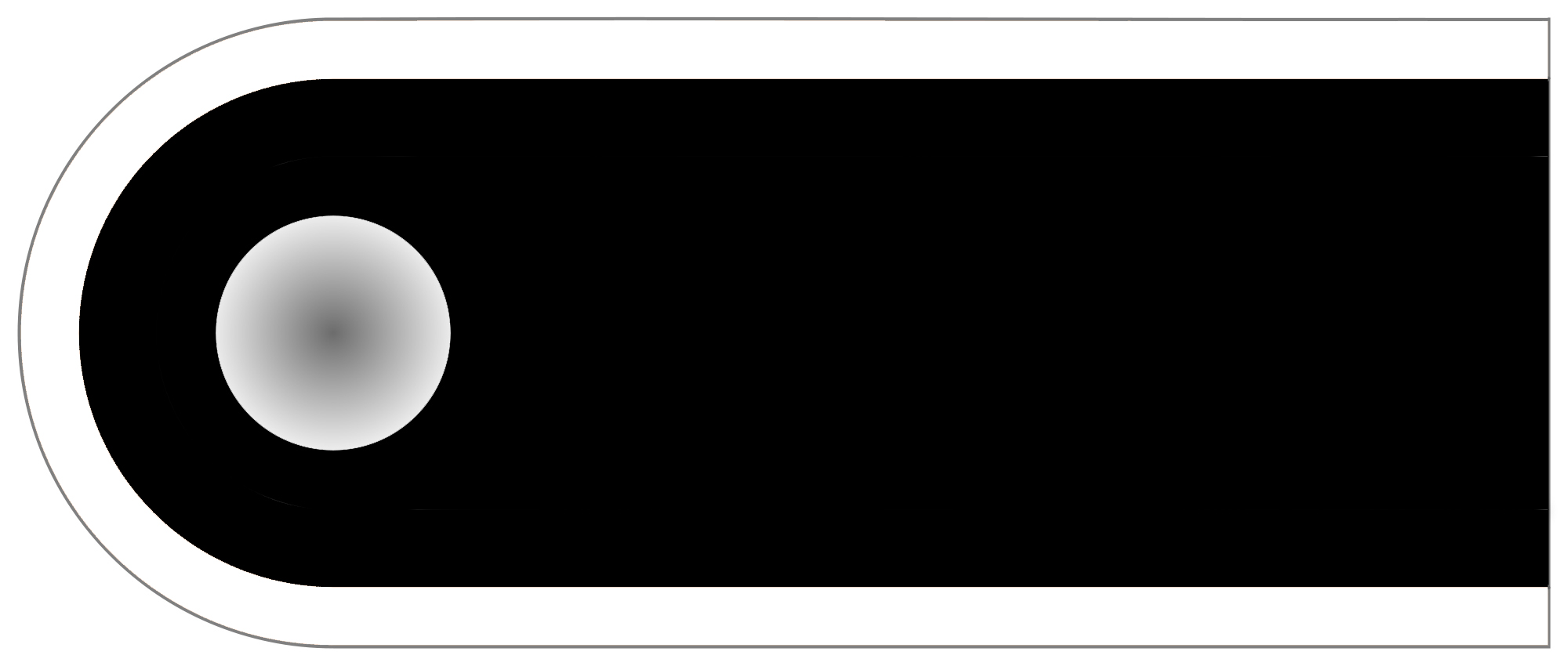
SS-Schütze (Waffen-SS), Patte d'épaule droite
SS-Mann / SS-Schütze, Pattes de collet (1940-1945)